# パン屋再襲撃 (小説)
『パン屋再襲撃』（パンやさいしゅうげき）は、村上春樹の短編小説。2010年にメキシコ・アメリカ合衆国合作で映画化された。

## 概要
| 初出     | 『マリ・クレール』1985年8月号           |
| 収録書籍 | 『パン屋再襲撃』（文藝春秋、1986年4月） |

タイトルに「再」とある通り、本作は『早稲田文学』の1981年10月号に掲載された「パン屋襲撃」の続編にあたる作品である。
2012年3月8日、「パン屋襲撃」と本作の2短編が、ドイツのデュモン社よりカット・メンシックのイラストレーション付きで一冊の本として出版された（タイトルは『Die Bäckereiüberfälle』）。そして翌年2013年2月28日、新潮社より同書の日本語版『パン屋を襲う』が出版される。その際加筆修正がなされ、本作のタイトルも「再びパン屋を襲う」に変わった。

### 英訳
| タイトル | The Second Bakery Attack                             |
| 翻訳     | ジェイ・ルービン                                     |
| 初出     | 『Playboy』1992年1月号                               |
| 収録書籍 | 『The Elephant Vanishes』（クノップフ社、1993年3月） |

## あらすじ
その頃「僕」は法律事務所に勤めており、妻はデザイン・スクールで事務の仕事をしていた。2週間ほど前に結婚したばかりだった。
二人は深夜に突然、耐え難い空腹を覚える。それは昔「僕」が親友と行ったパン屋襲撃の失敗が、夫婦に呪いとして降りかかっているせいだと妻は説明した。「僕」たちはかけられた呪いを解くために散弾銃で武装し、再び襲撃を目論むが、夜更けの東京に開店しているパン屋はなかった。そこで妻はマクドナルドを襲うことを提案し、「僕」は促されるまま実行に移す。

## 映画
メキシコとアメリカ合衆国合作の短編映画。上映時間10分。2010年製作。原題は『The Second Bakery Attack』。
- 監督・脚本：カルロス・キュアロン
- プロデューサー：ルーカス・アコスキン
- 出演：キルスティン・ダンスト、ブライアン・ジェラティ、ルーカス・アコスキン